# Ardisia polyadenia
Ardisia polyadenia là một loài thực vật có hoa trong họ Anh thảo. Loài này được Gilg mô tả khoa học đầu tiên năm 1901.